# 伊藤明日陽
伊藤明日陽（日语：／ Ito Asahi；2000年1月19日—）是日本東京都出生的男演員，所屬經紀公司為研音，身高178cm，血型為O型。伊藤明日陽於2017年憑藉紧急审讯室出道，2018年又出演超級戰隊系列。

## 演出作品

### 電視劇
- 紧急审讯室 第二季 第4集（2017年5月11日，朝日電視台）：飾演 長谷部翔
- 只是先出生的我（2017年10月14日－12月16日，日本電視台）：飾演 高瀬瞬
- 快盜戰隊魯邦連者VS警察戰隊巡邏連者（2018年2月11日－2019年2月10日，朝日電視台）：主演 夜野魁利 / 魯邦連者
- 我的裙子，去哪了？（2019年4月20日－6月22日，日本電視台）：飾演 安岡一道
- 高嶺與花（2019年4月22日－6月10日，富士電視台）：飾演 尼可拉・路奇亞諾
- 校園爆笑王 第1集（2019年7月27日，朝日電視台）：飾演 玉木春馬
- 卡夫卡的東京絕望日記 第3集（2019年9月26日，MBS）：飾演 神野圭
- 4分鐘的金盞菊（2019年10月11日－12月13日，TBS）：飾演 上田祐樹
- 連續電視小說 歡呼 第98回 - 最終回（2020年10月28日－11月27日，NHK）：飾演 竹中渉
- 絕對會變成BL的世界VS絕不想變成BL的男人（CS朝視頻道1）：飾演 菊池
  - Season1（2021年3月27日）
  - Season2（2022年3月20日）
- 演繹屋 第1集・第2集（2021年7月30日・8月6日，WOWOW）：飾演 大澤アキラ
- 海洋、天空與蓮花（2021年8月9日－8月25日，ABC電視台）：飾演 成田青空
- 跟拍到你家 第2集（2021年8月21日，東京電視台）：飾演 龍太
- UNLUCKY GIRL! 第2集（2021年10月14日，讀賣電視台）：飾演 駿河俊介
- 時尚宅評論師Oshako！ 第7集・第8集（2021年11月19日・26日，東京電視台）：飾演 仁保雨蝶
- 正直不動產（2022年4月5日－6月7日，NHK）：飾演 西岡將生
  - 正直不動產 特別篇（2024年1月3日）
  - 正直不動產2（2024年1月9日－3月12日）
- 村井之戀（2022年4月6日－5月25日，TBS）：飾演 桐山曉文
- 理想的男友 第1集（2022年6月1日，TBS）：飾演 桐山曉文
- kiss×kiss×kiss～融化之夜～（2022年10月20日・11月10日・12月8日，東京電視台）
- 清晨首班列車的殺風景 第3集・最終集（2022年11月18日・12月9日，WOWOW）：飾演 寺脇
- 稍微有點紛爭的話我很樂意！ 第4集 -（2023年2月4日－3月19日，朝日電視台・朝日放送電視台）：飾演 速水仙
- 再會了，美好時光（2023年6月12日－7月31日，東京電視台）：飾演 牧嶋剛
- 女高中生成為僧人（2023年9月18日－10月23日，MBS）：飾演 立花幹太
- 下剋上球兒（2023年10月15日－12月17日，TBS）：飾演 椿谷真倫
- 潛入兄妹 特殊詐欺特命搜查官（2024年10月5日－12月14日，日本電視台）：飾演 鳴瀨賢太
- 相遇驟雨中（2025年1月10日－，MBS）：主演 半井整（與武藤潤雙主演）

### 電影
- 超級戰隊系列
  - 快盜戰隊魯邦連者VS警察戰隊巡邏連者 en film（2018年8月4日，東映）：主演 夜野魁利 / 魯邦連者
  - 劇場版 騎士龍戰隊龍裝者VS魯邦連者VS巡邏連者（2020年2月8日，東映）：飾演 夜野魁利 / 魯邦連者
- 我太受歡迎了，該怎麼辦？（2020年7月10日，松竹）：飾演 七島希

## 外部連結
- 研音個人介紹頁 （页面存档备份，存于）
- 伊藤明日陽官方網站 （页面存档备份，存于）
- 伊藤明日陽的X（前Twitter）
- 伊藤明日陽的Instagram帳戶

| 前任： 岐洲匠 (兼白色) 南圭介 （宇宙戰隊九連者） | 日本超級戰隊系列紅色戰士演員 快盜戰隊魯邦連者VS警察戰隊巡邏連者 同期：結木滉星 2018年2月11日－2019年2月10日 | 繼任： 一之瀨颯 （騎士龍戰隊龍裝者） |